# Lucian Boia
Lucian Boia (ur. 1 lutego 1944 roku w Bukareszcie) – rumuński historyk. Profesor na Wydziale Historii Uniwersytetu Bukareszteńskiego, autor prac z historii idei i wyobraźni. Bada mechanizmy konstruowania rozmaitych mitologii (nacjonalizmu, demokracji, życia pozaziemskiego). Znany z oryginalnego sposobu interpretacji historii krajów Europy Zachodniej, szczególnie Francji i Niemiec. 
Jego książka Rumuni. Świadomość. Mity. Historia (wyd. polskie 2003, Wydawnictwo Uniwersytetu Jagiellońskiego), wydana w 1997 roku, odbiła się w Rumunii szerokim echem i do dziś uznawana jest za jedną z najważniejszych prac redefiniujących narodową historię. W 2015 roku opublikował dwie książki: Cum s-a românizat România (pol. Jak zrumunizowała się Rumunia) oraz Mihai Eminescu, românual absolut. Facerea și desfacerea unui mit (pol. Mihai Eminescu, Rumun absolutny. Budowanie i burzenie mitu). W 2013 została wydana książka De ce este România altfel? (pol. Dlaczego Rumunia jest inna?), która w ciągu zaledwie kilku miesięcy sprzedała się w ponad 45 tysiącach egzemplarzy, co stanowiło rekord dla rumuńskiego rynku księgarskiego. Publikacja w języku polskim nosząca ten sam tytuł (2016, Wydawnictwo Międzynarodowego Centrum Kultury) łączy dwie książki na ten sam temat: Rumunia na krańcach Europy i Dlaczego Rumunia jest inna?

## Wybrane publikacje
- Istorie și mit în conștiința românească (1997; I wyd. pol. 2003, Wydawnictwo Uniwersytetu Jagiellońskiego)
- Jocul cu trecutul. Istoria între adevăr și ficțiune (1998)
- Două secole de mitologie națională (1999)
- Mitologia științifică a comunismului (1999)
- Sfârșitul lumii. O istorie fără sfârșit (1999)
- Pentru o istorie a imaginarului (2000)
- România, țară de frontieră a Europei (2002)
- Mitul democrației (2003)
- Între înger și fiară. Mitul omului diferit din Antichitate până în zilele noastre (2004)
- Jules Verne. Paradoxurile unui mit (2005)
- Omul și clima. Teorii, scenarii, psihoze (2005)
- Tinerețe fără bătrânețe. Imaginarul longevității din Antichitate până astăzi (2006)
- Occidentul. O interpretare istorică (2007)
- Napoleon III cel neiubit (2008)
- „Germanofilii". Elita intelectuală românească în anii Primului Război Mondial (2009)
- Franța, hegemonie sau declin? (2010)
- Tragedia Germaniei: 1914–1945 (2010)
- Capcanele istoriei. Elita intelectuală românească între 1930 și 1950 (2011)
- Istoriile mele. Eugen Stancu în dialog cu Lucian Boia (2012)
- Explorarea imaginară a spațiului (2012)
- De ce este România altfel? (2012; I wyd. pol. 2016, Wydawnictwo Międzynarodowego Centrum Kultury)
- Eugen Brote (1850–1912). Destinul frânt al unui luptător național (2013)
- Sfârșitul Occidentului? Spre lumea de mâine (2013)
- Balcic. Micul paradis al României Mari (2014)
- Primul Război Mondial. Controverse, paradoxuri, reinterpretări (2014)
- Dosarele secrete ale agentului Anton. Petru Comarnescu în arhivele Securității (2014)
- Suveranii României. Monarhia, o soluție? (2014)
- Cum s-a românizat România (2015)
- Mihai Eminescu, românul absolut (2015)
- Strania istorie a comunismului românesc (2016)
- Un joc fără reguli. Despre imprevizibilitatea istoriei (2016)